# Jewgienij Warłamow (hokeista)
Jewgienij Wiktorowicz Warłamow, ros. Евгений Викторович Варламов, est. Jevgeni Varlamov (ur. 7 grudnia 1976 w Tallinnie, Estońska SRR) – rosyjski hokeista estońskiego pochodzenia.

## Kariera
- Tallinna JSK (1991-1995)
- Krylja Sowietow Moskwa (1995-1998)
- Ak Bars Kazań (1998-2003)
- Mietałłurg Magnitogorsk (2003-2011)
- Torpedo Niżny Nowogród (2011-2013)

Wychowanek klubu Tallinna JSK. Od maja 2011 do lipca 2013 zawodnik Torpedo Niżny Nowogród. Był kapitanem tej drużyny.
W barwach Estonii uczestniczył w turniejach mistrzostw Europy juniorów do lat 18 edycji 1993 (Grupa C), oraz mistrzostw świata juniorów do lat 20 edycji 1995 (Grupa C2). W późniejszych latach był reprezentantem seniorskiej kadry Rosji.

## Sukcesy
Klubowe
- Srebrny medal mistrzostw Estonii: 1993 z Tallinna JSK
- Złoty medal mistrzostw Rosji: 2007 z Mietałłurgiem
- Srebrny medal mistrzostw Rosji: 2000, 2002 z Ak Barsem, 2004 z Mietałłurgiem
- Brązowy medal mistrzostw Rosji: 1999 z Ak Barsem, 2006, 2008, 2009 z Mietałłurgiem
- Puchar Spenglera: 2005 z Mietałłurgiem
- Puchar Mistrzów: 2008 z Mietałłurgiem